# Newcastle West
Newcastle West (in irlandese: An Caisleán Nua Thiar) è una cittadina della contea di Limerick, in Irlanda. 
La cittadina è il maggiore centro urbano della parte occidentale della contea, della quale è il secondo centro dopo Limerick.

## Monumenti e luoghi d'interesse
- Castello di Desmond, nella piazza cittadina, una parte del quale risale al XIII secolo.

## Infrastrutture e trasporti
È attraversata dalla strada N21 che da Limerick porta a Tralee.
Fra il 1867 e il 1975, Newcastle West fu stazione ferroviaria della linea Limerick–Tralee.